# Афонин, Семён Анисимович
Семён Анисимович Афонин (19 августа 1900 года — 17 августа 1944 года) — генерал-майор Советской Армии, участник Гражданская война и Великой Отечественной войн.

## Биография

Могила Афонина на Новодевичьем кладбище Москвы.

Семён Анисимович Афонин родился 19 августа 1900 года. Добровольно пошёл в Рабоче-Крестьянскую Красную Армию в августе 1918 года.
Участник Гражданской войны с 1918  года по 1921 год. В 1926 году участник разоружения бандформирований в Дагестане. В 1940 году начальник 8-го отдела АБТУ, на октябрь 1940 года начальник 3-го отдела Бронетанкового управления Автобронетанкового управления.
С января 1943 года по 17 августа 1944 года начальник Бронетанкового управления Главного бронетанкового управления.
21 августа  1943 года Афонину было присвоено воинское звание- генерал-майор инженерно-танковой службы. Принимал участие в создании малого плавающего танка Т-40, также был активным участником производства танка Т-60.
Принимал участие в работах по улучшению качества танков. Также наладил производство нового танка ИС-1.
Погиб в автомобильной катастрофе 17 августа 1944 года. Похоронен на Новодевичьем кладбище в Москве.
Был награждён орденами Ленина, Отечественной войны 1 степени, двумя орденами Красной Звезды, медалью.